# Kuchen (Gemeinde)
Kuchen ist eine Gemeinde in Baden-Württemberg, die zum Landkreis Göppingen gehört.

## Geographie

### Geographische Lage
Das Gemeindegebiet von Kuchen liegt in 386 bis etwa 720 m ü. NN Meter Höhe in der inneren Stufenrandbucht der Fils, die sich hier nach ihrem östlichsten Punkt bei Geislingen langsam auf ihren Westkurs im Albvorland wendet. Es umfasst den breiten Talgrund des Flusses, wo das namengebende Dorf, in Luftlinie etwa 13 km südöstlich der Kreisstadt Göppingen, mit seinem Siedlungskern auf etwa 407 m ü. NN links des Flusses liegt, sowie die weiten Talhänge bis hinauf an den oberen Gefälleknick, auf der linken Seite der nordwestlichen laufenden Talachse auch kleinere Ausläufer der Schwäbischen Alb.

### Nachbargemeinden
Nachbargemeinden sind reihum die Gemeinde Gingen an der Fils im Nordwesten, die Städte Donzdorf im Nordosten und Geislingen an der Steige im Südosten sowie die Gemeinde Bad Überkingen im Südwesten, die sämtlich wie Kuchen selbst zum Landkreis Göppingen gehören.

### Gemeindegliederung
Zu Kuchen gehören das Dorf Kuchen und das Haus Süddeutsche Baumwolleindustrie sowie die abgegangenen Ortschaften Spitzenberg (Burg), Böldlinshof und Seelhofen.

### Flächenaufteilung
Nach Daten des Statistischen Landesamtes, Stand 2014.

## Geschichte

### Überblick

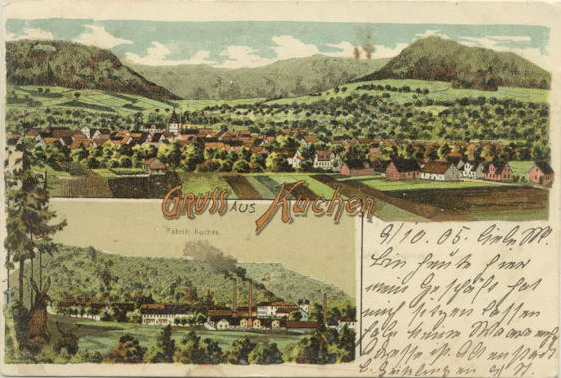
Kuchen 1905

Die ersten Spuren menschlicher Besiedlung stammen aus der Urnenfelderzeit (von 1200 v. Chr. bis 800 v. Chr.). Römische Siedlungsspuren sind bisher nicht bekannt geworden, doch belegen archäologische Funde ein merowingerzeitliches Gräberfeld nördlich der Fils. Unklar sind Fundmeldungen, die möglicherweise ein zweites Gräberfeld nahe dem Ort südlich der Fils belegen. Der Ortsname Kuchen könnte mit der Eisenverhüttung zusammenhängen, bei der kuchenförmige Schlacken anfallen. Entsprechende Funde existieren im benachbarten Altenstadt (Geislingen).
Bedeutend für die Entwicklung Kuchens wurde jedoch die Anlage der Burg Spitzenberg, die rechtlich möglicherweise als Nachfolger der Ringwallanlage Hunnenburg anzusehen ist. Deren Datierung ist bisher aber unklar (aufklärende Funde illegaler Grabungen sind in Privatbesitz verschwunden). Kuchen wurde als Planstadt angelegt. Der historische Grundriss, heute durch die Bundesstraße und Neubauten unklar geworden, lässt die ehemalige Stadtanlage erkennen. Bis vor einigen Jahren waren auch noch Reste einer Befestigung mit Wall und Graben zu erkennen. Abseits der Hauptachse befindet sich die Jakobuskirche. Dort vermauerte Reliefspolien stammen von einem früheren Kirchenbau, haben aber nichts mit einem früher postulierten germanischen Heiligtum zu tun.

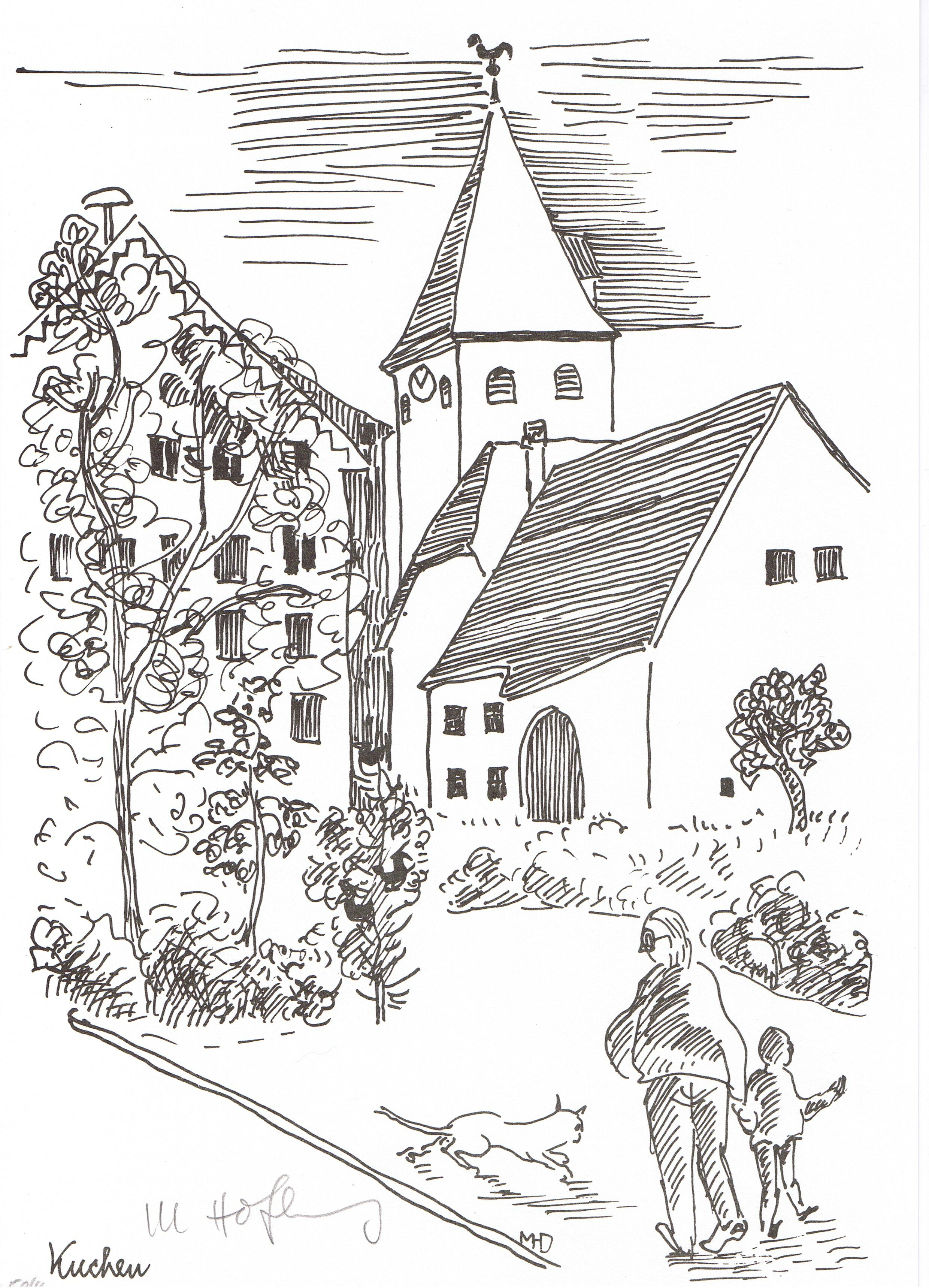
Kuchen, Federzeichnung von Margret Hofheinz-Döring

Erst 1228 wurde Kuchen zum ersten Mal als Cuchin in einem Schriftstück erwähnt. Es unterstand damals den Grafen von Helfenstein. Seit 1356 ist das Marktrecht überliefert. 1396 kam der Ort unter die Herrschaft der Freien Reichsstadt Ulm. Kam Kuchen nach der Mediatisierung auf Grund des Reichsdeputationshauptschlusses zunächst 1803 an das Kurfürstentum bzw. seit 1806 Königreich Bayern, so wurde es aufgrund des Grenzvertrags von 1810 an das Königreich Württemberg abgetreten. Dort wurde es dem Oberamt Geislingen zugeordnet.
Bei der Kreisreform während der NS-Zeit in Württemberg kam die Gemeinde Kuchen 1938 zum Landkreis Göppingen.
1945 bis 1952 gehörte Kuchen zum Land Württemberg-Baden, das 1945 in der Amerikanischen Besatzungszone gegründet worden war. 1952 gelangte die Gemeinde zum neuen Bundesland Baden-Württemberg.

### Religionen
Mit der Einführung der Reformation in Ulm wird auch Kuchen 1531 evangelisch. Lange gab es keine römisch-katholische Bevölkerung mehr im Ort, aber durch den Zuzug von Heimatvertriebenen nach dem Zweiten Weltkrieg hat die Zahl der Katholiken fast die der Protestanten erreicht. Ende 2017 waren 1901 Einwohnern evangelisch, 1821 katholisch und 1925 gehörten anderen Religionsgemeinschaften an oder machten keine Angaben.

### Einwohnerentwicklung
Quelle: Statistisches Landesamt Baden-Württemberg für die Daten ab 1970
| Datum              | Einwohner |
| ------------------ | --------- |
| 1837               | 1062      |
| 1907               | 2113      |
| 17. Mai 1939       | 2506      |
| 13. September 1950 | 3698      |
| 27. Mai 1970       | 5335      |
| 31. Dezember 1983  | 5560      |
| 25. Mai 1987       | 5567      |
| 31. Dezember 1991  | 5818      |
| 31. Dezember 1995  | 5709      |
| 31. Dezember 2005  | 5723      |
| 31. Dezember 2010  | 5512      |
| 31. Dezember 2015  | 5520      |
| 31. Dezember 2020  | 5689      |

## Politik

### Wappen
Blasonierung: „Geteilt von Rot und Silber, oben auf goldenem Vierberg ein schreitender silberner Elefant, unten eine goldbebutzte rote Rose mit grünen Kelchblättern.“
Während der Elefant an die Grafen von Helfenstein erinnert, entstammt die Rose dem Stadtwappen von Geislingen.
Die weiß-rote Flagge des Ortes wurde am 16. Februar 1959 durch das Innenministerium verliehen.

### Gemeinderat
Der Gemeinderat in Kuchen besteht aus den 18 gewählten ehrenamtlichen Gemeinderäten und dem Bürgermeister als Vorsitzendem. Der Bürgermeister ist im Gemeinderat stimmberechtigt. Die Kommunalwahl am 9. Juni 2024 führte zu folgendem Ergebnis. 
| Parteien und Wählergemeinschaften | Parteien und Wählergemeinschaften           | % 2024  | Sitze 2024 | % 2019 | Sitze 2019 | Kommunalwahl 2024 %403020100 36,97 % (+2,77 %p)32,38 % (+1,60 %p)22,46 % (−3,61 %p)6,78 % (−2,17 %p)1,41 % (n. k. %p) CDUFWSPDGrüneFDP20192024 |
| CDU                               | Christlich Demokratische Union Deutschlands | 36,97   | 7          | 34,20  | 6          | Kommunalwahl 2024 %403020100 36,97 % (+2,77 %p)32,38 % (+1,60 %p)22,46 % (−3,61 %p)6,78 % (−2,17 %p)1,41 % (n. k. %p) CDUFWSPDGrüneFDP20192024 |
| FWV                               | Freie Wählervereinigung Kuchen              | 32,38   | 6          | 30,78  | 5          | Kommunalwahl 2024 %403020100 36,97 % (+2,77 %p)32,38 % (+1,60 %p)22,46 % (−3,61 %p)6,78 % (−2,17 %p)1,41 % (n. k. %p) CDUFWSPDGrüneFDP20192024 |
| SPD                               | Sozialdemokratische Partei Deutschlands     | 22,46   | 4          | 26,07  | 5          | Kommunalwahl 2024 %403020100 36,97 % (+2,77 %p)32,38 % (+1,60 %p)22,46 % (−3,61 %p)6,78 % (−2,17 %p)1,41 % (n. k. %p) CDUFWSPDGrüneFDP20192024 |
| GRÜNE                             | Bündnis 90/Die Grünen                       | 6,78    | 1          | 8,95   | 2          | Kommunalwahl 2024 %403020100 36,97 % (+2,77 %p)32,38 % (+1,60 %p)22,46 % (−3,61 %p)6,78 % (−2,17 %p)1,41 % (n. k. %p) CDUFWSPDGrüneFDP20192024 |
| FDP                               | Freie Demokratische Partei                  | 1,41    | 0          | –      | –          | Kommunalwahl 2024 %403020100 36,97 % (+2,77 %p)32,38 % (+1,60 %p)22,46 % (−3,61 %p)6,78 % (−2,17 %p)1,41 % (n. k. %p) CDUFWSPDGrüneFDP20192024 |
| gesamt                            | gesamt                                      | 100,0   | 18         | 100,0  | 18         | Kommunalwahl 2024 %403020100 36,97 % (+2,77 %p)32,38 % (+1,60 %p)22,46 % (−3,61 %p)6,78 % (−2,17 %p)1,41 % (n. k. %p) CDUFWSPDGrüneFDP20192024 |
| Wahlbeteiligung                   | Wahlbeteiligung                             | 59,13 % | 59,13 %    | 57,5 % | 57,5 %     | Kommunalwahl 2024 %403020100 36,97 % (+2,77 %p)32,38 % (+1,60 %p)22,46 % (−3,61 %p)6,78 % (−2,17 %p)1,41 % (n. k. %p) CDUFWSPDGrüneFDP20192024 |

### Bürgermeister
Bürgermeisterin ist seit 2025 Katja Schaible-Schmidt. Zuvor amtierte von 1993 bis 2025 Bernd Rößner.

## Wirtschaft und Infrastruktur

### Verkehr
Kuchen ist durch die Filstalbahn von Stuttgart nach Neu-Ulm an das Eisenbahnnetz angeschlossen. Der Haltepunkt Kuchen wird halbstündlich durch den Metropolexpress bedient.
Durch das Gemeindegebiet verläuft die Bundesstraße 10 Stuttgart–Ulm.
Durch eine Alltagsradroute aus dem Radnetz Baden-Württemberg ist Kuchen mit Geislingen an der Steige und in der anderen Richtung über Gingen und Süßen mit Göppingen verbunden.

### Bildungseinrichtungen
Mit der Gottfried-von-Spitzenberg-Schule verfügt Kuchen über eine Grundschule. Neben den gemeindeeigenen Kindergärten – SBI-Kindergarten in der ehemaligen Arbeitersiedlung und Kindergarten Kirchgasse – gibt es auch einen römisch-katholischen Kindergarten und einen evangelischen Kindergarten.

## Kultur und Sehenswürdigkeiten

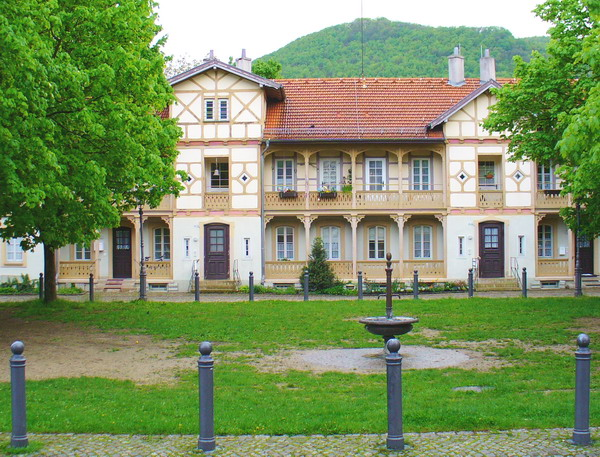
Historische Arbeitersiedlung von 1867

### Gebäude
- Die Jakobuskirche
- Burg Spitzenberg
- Die Historische Arbeitersiedlung Kuchen wurde vom damaligen Firmenbesitzer der landesweit größten Baumwollspinnerei und -weberei für deren Arbeiter von 1857 bis 1869 erbaut. Sie war für damalige Verhältnisse mit vorbildlichen und fortschrittlichen Kultur-, Freizeit-, Versorgungs- und Gesundheitseinrichtungen ausgestattet. Ein Teil der Siedlung wurde nach dem Konkurs der Firma Süddeutsche Baumwolle Industrie AG Kuchen (SBI) ab 1987 für ca. 20 Millionen DM saniert[9].

### Sport
In Kuchen gibt es zwei große Sportvereine:
- den Turn- und Sportverein Kuchen 1872 e. V.
- und den FTSV (Freier Turn- und Sportverein).

## Söhne und Töchter der Gemeinde
- Nikolaus Bantleon (1838–1928), Landwirt, Reichstagsabgeordneter
- Christin-Désirée Rudolph (* 1966), Schriftstellerin